# Aegviidu
Aegviidu – osiedle miejskie (alev) w Estonii w prowincji Harjumaa w gminie Anija. Populacja w 2017 roku wynosiła 706 osób.
Do 2017 roku miejscowość tworzyła jednocześnie gminę (typu alevvald). W wyniku reformy administracyjnej wszystkie tego typu gminy zostały zlikwidowane, a Aegviidu przyłączono do gminy Anija.
W miejscowości znajduje się stacja kolejowa na linii Tallinn – Narwa. Linia jest zelektryfikowana od Tallinna do Aegviidu.